# Neonesiotes
Neonesiotes is een geslacht van spinnen uit de familie hangmatspinnen (Linyphiidae). 

## Soorten
De volgende soorten zijn bij het geslacht ingedeeld:
- Neonesiotes hamatus Millidge, 1991
- Neonesiotes remiformis Millidge, 1991